# Beira (stad)
Beira is een grote stad zeer centraal gelegen in het midden van Mozambique. Het is de vierde grootste stad van het land, na Matola, Maputo en Nampula, met een bevolking van 530.604 inwoners. Beira is de havenstad voor het achterland van centraal Mozambique en de daar achter liggende landen Zambia, Zimbabwe en Malawi. Er is een grote haven, een vliegveld en het eindstation van de lijn naar Harare.
Beira was tot 2005 een zusterstad van Amsterdam.

## Geschiedenis
De eerste bewoners van Beira waren vissers en handelaren die zich in de 9e eeuw hadden gevestigd. De stad lag aan de Straat Mozambique aan de monding van de rivieren Pungue en Buzi. In 1889 kreeg de stad een nieuwe impuls, het hoofdkwartier van de Companhia de Moçambique werd er gevestigd. Deze maatschappij kreeg van Portugal het recht om voor 50 jaar het gebied rondom de stad te exploiteren in ruil voor een deel van de winst. In 1892 begon de British South Africa Company van Cecil Rhodes met de aanleg van een 250 kilometer lange spoorweg van Beira naar Mutare in Rhodesië. Zes jaar later was dit traject klaar en de spoorlijn werd later nog doorgetrokken naar Salisbury, de hoofdstad van Cecil Rhodes' nieuwe kolonie. Beira was een belangrijke havenplaats voor de doorvoer van goederen van en naar het achterland en Brits kapitaal was een belangrijke motor achter de ontwikkeling van de stad. Over het spoornetwerk vanuit Beira werden door land omgeven landen als Zambia, Rhodesië en Malawi met de kust verbonden.
Na 50 jaar werd de concessie verleend aan de Companhia de Moçambique niet verlengd en in 1942 werd het gebied overgedragen aan de Portugese autoriteiten. De oprichting in 1953 van de Centraal-Afrikaanse Federatie gaf een belangrijke economische impuls aan de haven en stad. Via Beira werden vooral mineralen, zoals koper uit Zambia en chroom uit Rhodesië, tabak, voedsel, katoen en huiden uitgevoerd. Vanuit Beira vertrokken treinen met olie en olieproducten, kunstmest, machines, textiel en dergelijk naar de binnenlanden. De eenzijdige verklaring van onafhankelijkheid van Rhodesië in 1965 leidde tot internationale sancties tegen het land; Mozambique hield zich afzijdig en liet de handel gewoon doorgaan.
Pas in 1973 werd de handelsroute beperkt door de vrijheidsoorlog die in Mozambique woedde en in 1975 werd het land onafhankelijk van Portugal. Van 1976 tot 1980 sloot de nieuwe regering de grenzen met Rhodesië waarmee het land het gebruik van de spoorweg en de haven van Beira werd ontzegd/ Vanaf 1980 werden de grenzen weer geopend, maar het was onrustig in Mozambique, anti-FRELIMO-strijders saboteerden de spoorlijn. Pas na de inzet van troepen uit Zimbabwe was er weer sprake van een werkbare situatie in de tweede helft van de jaren tachtig. Door de burgeroorlog was de haven van Beira onderbenut, haveninstallaties waren beschadigd, het onderhoud was uitgesteld en de haven was verzand. Slechts kleine schepen konden de haven nog in- en uitvaren. Pas bij het staken van de binnenlandse strijd in 1992 begon de overslag in de haven en het vervoer over de spoorlijn aan te trekken.
In het begin van de jaren negentig telde de stad zo’n 300.000 inwoners.
In maart 2019 werd Beira nagenoeg volledig vernield door de cycloon Idai met een humanitaire ramp als gevolg. Een stormvloed van 4,4 meter hoog en dagenlange regenbuien zetten de stad onder water. Vanuit de lucht leken de wegen en meer dan 90% van de huizen verwoest. Hulpverlening kwam voor honderden inwoners te laat.

## Klimaat
De stad kent een duidelijk nat seizoen dat loopt van november tot en met april. De hoeveelheid neerslag die per jaar valt is ongeveer tweemaal zo veel als in Nederland. De gemiddelde temperatuur per maand schommelt bescheiden; van een minimum van 21° C in juni en juli naar zo'n 28° C aan het begin van het kalenderjaar. De luchtvochtigheid is gedurende het gehele jaar hoog.
| Maand                                | jan | feb | mrt | apr | mei | jun | jul | aug | sep | okt | nov | dec | Jaar  |
| ------------------------------------ | --- | --- | --- | --- | --- | --- | --- | --- | --- | --- | --- | --- | ----- |
| Gemiddelde temperatuur (°C)          | 28  | 28  | 27  | 26  | 23  | 21  | 21  | 22  | 23  | 25  | 26  | 27  | 25    |
|                                      |     |     |     |     |     |     |     |     |     |     |     |     |       |
| Neerslag (mm)                        | 260 | 250 | 260 | 110 | 60  | 40  | 30  | 30  | 20  | 30  | 120 | 240 | 1.470 |
| Bron: Weatherbase.com: Weer in Beira |     |     |     |     |     |     |     |     |     |     |     |     |       |

## Vervoer
Beira heeft altijd een belangrijke transportfunctie gehad. De haven werd aan het eind van de 19e eeuw aangelegd met het oog op het transport van goederen naar het achterland en minder voor de eigen nationale behoefte. Vooral de verbindingen met Zimbabwe zijn belangrijk, zo loopt er een spoorweg, een autoweg en een oliepijplijn van de stad naar Zimbabwe. De pijplijn was in sommige jaren de enige invoermogelijkheid van olie en olieproducten voor het land. De drie verbindingen liggen min of meer naast elkaar en het geheel wordt ook wel aangeduid als de Beira Transport Corridor of Beira Corridor.
In 1949 nam Portos e Caminhos de Ferro de Moçambique het beheer van de haven over. In 1975 werd een piek bereikt met de overslag van 3 miljoen ton goederen, waarvan het grootste deel bestemd was voor buitenlandse klanten. Aan het einde van de burgeroorlog was de stad en haven in verval geraakt. Met veel buitenlandse hulp zijn de voorzieningen sterk verbeterd. In 1998 werd het Rotterdamse bedrijf Cornelder erbij gehaald als partner voor het beheer van de container en algemene lading terminals. Er zijn nu ligplaatsen voor 11 schepen aan circa 2 kilometer kade. Schepen met een maximumgrootte van 60.000 DWT en een diepgang van 12 meter kunnen de haven bereiken. In 2004 werd ruim 1,6 miljoen ton aan goederen overgeslagen.

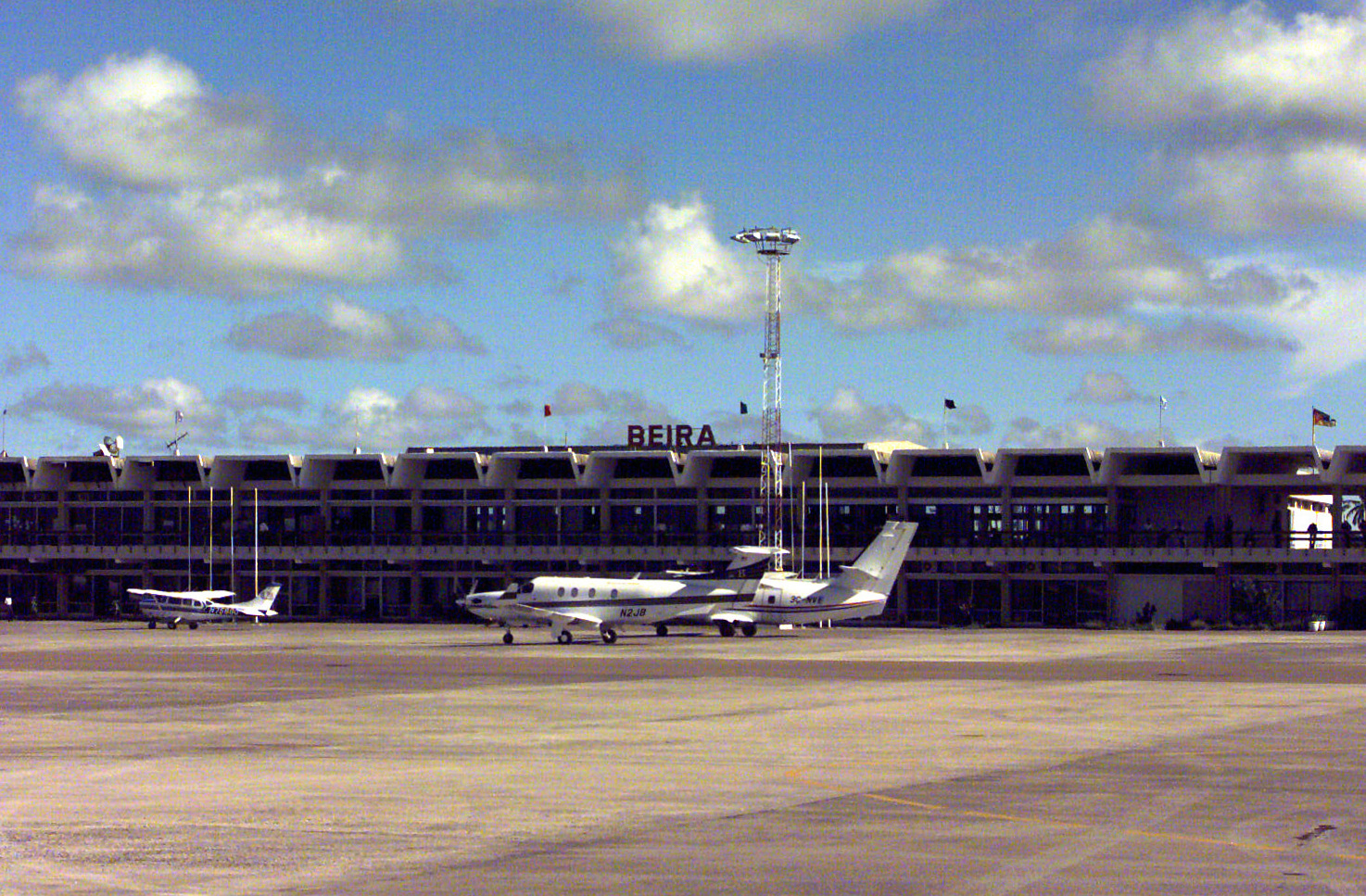
Beira International Airport

Beira is aangewezen als exporthaven van steenkool. In de provincie Tete zijn grote steenkoolreserves aangetoond en diverse mijnbouwbedrijven zijn met de winning hiervan gestart. De steenkool wordt over de Sena spoorweg getransporteerd naar de haven. Deze spoorlijn heeft een capaciteit van 6,5 miljoen ton per jaar, maar er wordt al aan plannen gewerkt om dit te verhogen tot 12 miljoen ton. In juni 2012 werd een nieuwe kolenterminal in Beira geopend. Na een investering van $ 200 miljoen kan hier 6 miljoen ton steenkool per jaar worden geladen in de schepen. Op het terrein bij de kade kan 300.000 ton steenkool tijdelijk worden opgeslagen en treinen met een lengte van 600 meter kunnen er geleegd worden. Op termijn wil de regering de capaciteit van de terminal verhogen naar 20 miljoen ton.
Op circa 10 kilometer buiten het stadscentrum ligt Beira International Airport.

## Geboren
- Reinildo Mandava (1994), voetballer